# Cloak and Dagger (Witchfynde-Album)
Cloak and Dagger ist das dritte Studioalbum der New-Wave-of-British-Heavy-Metal-Band Witchfynde.

## Entstehung
Steve Bridges, Sänger auf den beiden ersten Witchfynde-Alben verließ die Band im Oktober 1980, direkt nach den Aufnahmen zum Vorgängeralbum Stagefright, wegen der ungenügenden Unterstützung die das Label Rondelet Records der Band zukommen ließ. Der bandinterne Ingenieur Rich Peach sagte sich ebenfalls los. Rondelet Records sah sich vor allem nicht imstande, die teuren Live-Auftritte zu bezahlen. Der Vertrag wurde im Streit aufgelöst, und es sollte ganze zwei Jahre dauern, bis Witchfynde zu Expulsion Ltd. wechselte. Als sich die Probleme rund um die Band langsam klärten, beschloss diese, ein neues Album aufzunehmen. Da Bridges am Gesang fehlte, übernahm Bassist Pete Surgey dessen Rolle kurzzeitig, und die Band schrieb neues Material und nahm es mit Hilfe von Phil Chilton auf. Diese Demos bildeten das Gerüst für das neue Album. Da Pete Surgey nicht dauerhaft als Sänger fungieren wollte, nahm die Band Luther Beltz als neuen Sänger auf und nahm schließlich die Albumversion von Cloak and Dagger auf.

“They wanted a more flamboyant, aggressive, meaner looking singer. […] I got the job.”

„Sie wollten einen extravaganten, aggressiven, gemeiner aussehenden Sänger. […] Ich bekam den Job.“

Veröffentlicht wurde das Album von Mausoleum Records. In Europa wurde das Album über Roadrunner Records vertrieben. Als Single wurde I’d Rather Go Wild/Cry Wolf via Expulsion Ltd. veröffentlicht. Außerdem brachte Neat Records die Kompilation Metal Battle raus, auf der I’d Rather Go Wild vertreten ist. Im Jahr 2000 wurde das Album über Witchfyndes eigenes Label Witchfynde Music wiederveröffentlicht.

## Titelliste
1. The Devil’s Playground – 4:24
2. Crystal Gazing – 4:45
3. I’d Rather Go Wild – 4:37
4. Somewhere to Hide – 3:07
5. Cloak and Dagger – 3:38
6. Cry Wolf – 4:08
7. Start Counting – 3:40
8. Living for Memories – 3:53
9. Rock and Roll – 3:06
10. Stay Away – 03:44
11. Fra Diabolo – 01:35

## Stil
Cloak and Dagger ist im Vergleich zu seinem Vorgänger wieder härter geworden und schließt so klangtechnisch an das Debütalbum Give ’Em Hell an. Auch auf diesem Album bezogen sich die Texte auf okkulte oder satanistische Themen. Der Klang ist allgemein düster gehalten, was durch den orchestralen Gesang von Luther Beltz verstärkt wird. Ebenfalls ist es ein sehr klassisch orientiertes Album, so ist ein Teil des Intros von Cry Wolf eine mit Gitarren gespielte Version von Edvard Griegs Peer-Gynt-Suiten.
Beltz’ Gesangsstil wurde oft mit dem des Mercyful-Fate-Sängers King Diamond verglichen; nach eigenen Angaben hatte Beltz nie von der Band gehört, bis der englische Autor und Journalist Malcolm Dome Cloak and Dagger mit der Musik von Mercyful Fate verglich.